# 高城リョウ
高城 リョウ（たかぎ リョウ）は、日本のボーイズラブ漫画家。

## 概要
主にボーイズラブ作品を手掛けており、代表作「キレパパ。」はOVA化もされた。また「守護霊様に憑いてコイ」や「王子様★ゲーム」等、ドラマCD化された作品もある。

## 全作品リスト

### 漫画
- 守護霊様に憑いてコイ
- 天使の中に悪魔アリ
- ダブルエッセンス
- ハイグウシャシリーズ
- ブランドール
- GET THE MOON ゲットザムーン
- キレパパ。
- 王子様★ゲーム
- 海賊★ゲーム
- 王様★★ゲーム
- 執事★ゲーム
- 怪盗★ゲーム
- 悪魔★ゲーム
- モンスターマスター
- 1ナイトレッスン
- お米ちゃん
- コノハナサクヤ
- 月恋〜コノハナサクヤ〜
- 不思議の国で恋しよう♥︎
- 不思議な国で会いましょう♥︎
- 秘密の部屋の隠しごと
- カフェ男！
- 初めての失恋
- 青春偏差値

### 小説挿絵
- BLOOD+ ロシアン・ローズ （原作・文：漲月かりの）
- 社長秘書は恋のドレイ （原作・文：橘なつめ） ルビー文庫
- 君からの逃げ道 （原作・文：鹿住槇）